# Pallavolo Hermaea 2014-2015
Questa voce raccoglie le informazioni riguardanti la Pallavolo Hermaea nelle competizioni ufficiali della stagione 2014-2015.

## Stagione
La stagione 2014-15 è per la Pallavolo Hermaea, sponsorizzata dalla Entu, è la prima in Serie A2: il club infatti ottiene la partecipazione al campionato cadetto grazie al ripescaggio a seguito della rinuncia di alcune squadre. Viene confermato l'allenatore Luca Secchi e la rosa viene integrata con gli acquisti di Federica Garbet, Elenī Kiosī, Sofia Rebora e María Segura, a cui seguono le cessioni di Alessandra Camarda, Ilenia Cecchi ed Elena Formisano: tra le conferme quelle di Angela Facendola, Giorgia Baldelli, Caterina Sintoni e Jessica Panucci.
Il campionato si apre con la vittoria al tie-break sulla Polisportiva Filottrano Pallavolo, seguita dalla sconfitta contro il Pavia Volley: dopo il successo sulla Beng Rovigo Volley, la squadra sarda incappa in sette stop consecutive, per poi ritornare alla vittoria sul VolAlto Caserta; il girone di andata termina con una sconfitta ed il dodicesimo e penultimo posto in classifica, non utile per qualificarsi alla Coppa Italia di Serie A2. Anche il girone di ritorno inizia con una vittoria al quinto set, seguita poi da tre partite perse: il prosieguo del campionato vede il club di Olbia seguire un percorso altalenante, che lo portano a chiudere la regular season all'undicesimo posto e a qualificarsi per i play-out, visto che la decima è a soli quattro punti. La Pallavolo Hermaea sfida quindi il Volley Soverato, ma perde la serie venendo sconfitte nelle due gare giocate, retrocedendo in Serie B1.

## Organigramma societario
Area direttiva
- Presidente: Giovanni Sarti
- Vicepresidente: Sandro Podda
- Segreteria: Eleonora Caboni

Area organizzativa
- Team manager: Tania Budroni
- Direttore sportivo: Gian Marco Uscidda
- Dirigente: Andrea Branca, Mario Caboni, Marco Cuguttu, Massimiliano Lai, Francesco La Licata, Antonio La Licata, Sandro Morrocu, Mauro Monaco, Giancarlo Pianti, Daniela Pili, Luigi Spano
- Refertista: Maria Maddalena Castellano, Simona Laconi, Catia Langiu, Alessia Porcheddu

Area tecnica
- Allenatore: Luca Secchi
- Allenatore in seconda: Stefano Loddo
- Scout man: Marco Sinibaldi
- Responsabile settore giovanile: Pier Luigi Caria
- Responsabile minivolley: Leonardo Ghiani

Area comunicazione
- Fotografo: Santino Carta
- Speaker: Andrea Degortes, Antonio Fiori
- Webmaster: Camilla Sarti
- Responsabile pagina Facebook: Cammilla Sarti

Area sanitaria
- Fisioterapista: Manuela Fresu
- Massaggiatore: Lorenzo Arca
- Dietista: Noemi Gattulli
- Mental coach: William Fiorani

## Rosa
| N° | Nome             | Ruolo | Data di nascita   | Nazionalità sportiva |
| -- | ---------------- | ----- | ----------------- | -------------------- |
| 3  | Angela Facendola | C     | 22 novembre 1994  | Italia               |
| 5  | Marika Vietri    | S     | 25 settembre 1993 | Italia               |
| 6  | Elenī Kiosī      | S     | 27 febbraio 1985  | Grecia               |
| 7  | Jessica Panucci  | S     | 6 maggio 1992     | Italia               |
| 8  | Federica Garbet  | C     | 13 febbraio 1988  | Italia               |
| 9  | Caterina Sintoni | P     | 28 ottobre 1982   | Italia               |
| 10 | Simona Degortes  | L     | 2 novembre 1991   | Italia               |
| 11 | Giorgia Baldelli | S     | 10 marzo 1985     | Italia               |
| 12 | Chiara Pesce     | S     | 2 giugno 1993     | Italia               |
| 15 | Sofia Rebora     | C     | 23 febbraio 1993  | Italia               |
| 16 | María Segura     | S     | 10 giugno 1992    | Spagna               |
| 18 | Giulia Mordecchi | P     | 5 gennaio 1991    | Italia               |

## Mercato
| Acquisti | Acquisti         | Acquisti          | Acquisti   |
| R.       | Nome             | da                | Modalità   |
| -------- | ---------------- | ----------------- | ---------- |
| C        | Federica Garbet  | Pro Victoria      | definitivo |
| S        | Elenī Kiosī      | Terville Florange | definitivo |
| P        | Giulia Mordecchi | Friends Roma      | definitivo |
| S        | Chiara Pesce     | Friends Roma      | definitivo |
| C        | Sofia Rebora     | Flero             | definitivo |
| S        | María Segura     | Barcellona        | definitivo |
| S        | Marika Vietri    | PCS Castelsardo   | definitivo |

| Cessioni | Cessioni           | Cessioni          | Cessioni   |
| R.       | Nome               | a                 | Modalità   |
| -------- | ------------------ | ----------------- | ---------- |
| C        | Tania Budroni      | -                 | ritirata   |
| S        | Alessandra Camarda | Orizzonte         | definitivo |
| C        | Ilenia Cecchi      | Cecina            | definitivo |
| S        | Elena Formisano    | Offanengo         | definitivo |
| S        | Marianna Iannone   | Garibaldi         | definitivo |
| C        | Claudia Masia      | Gymnasium Alghero | definitivo |
| S        | Luna Savigni       | ?                 | definitivo |

## Risultati

### Serie A2

#### Girone di andata
| 2ª giornata - 9 novembre 2014 Geopalace, Olbia                 | Hermaea         | 3 - 2 | Filottrano             | 25-19, 22-25, 25-21, 18-25, 15-12 |
| 3ª giornata - 15 novembre 2014 PalaRavizza, Pavia              | Pavia           | 3 - 1 | Hermaea                | 25-18, 14-25, 25-21, 25-19        |
| 4ª giornata - 23 novembre 2014 Geopalace, Olbia                | Hermaea         | 3 - 2 | Beng Rovigo            | 23-25, 25-16, 23-25, 25-20, 15-9  |
| 5ª giornata - 30 novembre 2014 Geopalace, Olbia                | Hermaea         | 2 - 3 | Trentino Rosa          | 25-21, 25-22, 20-25, 14-25, 12-15 |
| 6ª giornata - 7 dicembre 2014 PalaScoppa, Soverato             | Soverato        | 3 - 1 | Hermaea                | 23-25, 25-23, 25-18, 25-16        |
| 7ª giornata - 10 dicembre 2014 Geopalace, Olbia                | Hermaea         | 1 - 3 | Libertas Aversa        | 19-25, 16-25, 25-22, 22-25        |
| 8ª giornata - 13 dicembre 2014 Centro Pavesi, Milano           | Club Italia     | 3 - 0 | Hermaea                | 25-17, 25-22, 25-20               |
| 9ª giornata - 21 dicembre 2014 Geopalace, Olbia                | Hermaea         | 1 -3  | Neruda                 | 20-25, 21-25, 25-21, 16-25        |
| 10ª giornata - 26 dicembre 2014 PalaFranzanti, Piacenza        | Piacentina      | 3 - 1 | Hermaea                | 25-22, 25-21, 11-25, 25-21        |
| 11ª giornata - 4 gennaio 2015 Geopalace, Olbia                 | Hermaea         | 1 - 3 | Obiettivo Risarcimento | 25-23, 14-25, 20-25, 21-25        |
| 12ª giornata - 11 gennaio 2015 Palazzetto dello Sport, Caserta | VolAlto Caserta | 1 - 3 | Hermaea                | 25-21, 19-25, 22-25, 17-25        |
| 13ª giornata - 18 gennaio 2015 Geopalace, Olbia                | Hermaea         | 1 - 3 | Pro Victoria           | 18-25, 25-23, 22-25, 18-25        |

#### Girone di ritorno
| 15ª giornata - 1º febbraio 2015 PalaBaldinelli, Osimo            | Filottrano             | 2 - 3 | Hermaea         | 21-25, 25-23, 27-25, 23-25, 13-15 |
| 16ª giornata - 8 febbraio 2015 Geopalace, Olbia                  | Hermaea                | 0 - 3 | Pavia           | 16-25, 23-25, 19-25               |
| 17ª giornata - 15 febbraio 2015 Palazzetto dello Sport, Rovigo   | Beng Rovigo            | 3 - 0 | Hermaea         | 25-20, 25-21, 25-21               |
| 18ª giornata - 21 febbraio 2015 PalaSanbapolis, Trento           | Trentino Rosa          | 3 - 0 | Hermaea         | 25-21, 25-18, 25-18               |
| 19ª giornata - 8 marzo 2015 Geopalace, Olbia                     | Hermaea                | 3 - 0 | Soverato        | 25-16, 25-22, 25-16               |
| 20ª giornata - 11 marzo 2015 PalaJacazzi, Trento                 | Libertas Aversa        | 1 - 3 | Hermaea         | 25-19, 25-27, 21-25, 23-25        |
| 21ª giornata - 15 marzo 2015 Geopalace, Olbia                    | Hermaea                | 2 - 3 | Club Italia     | 19-25, 23-25, 25-21, 25-22, 10-15 |
| 22ª giornata - 24 marzo 2015 PalaResia, Bolzano                  | Neruda                 | 3 - 1 | Hermaea         | 25-22, 22-25, 25-16, 25-16        |
| 23ª giornata - 31 marzo 2015 Geopalace, Olbia                    | Hermaea                | 3 - 0 | Piacentina      | 27-25, 25-19, 25-23               |
| 24ª giornata - 4 aprile 2015 Palasport Città di Vicenza, Vicenza | Obiettivo Risarcimento | 3 - 2 | Hermaea         | 14-25, 25-14, 18-25, 25-20, 21-19 |
| 25ª giornata - 8 aprile 2015 Geopalace, Olbia                    | Hermaea                | 3 - 1 | VolAlto Caserta | 27-29, 25-14, 25-17, 25-18        |
| 26ª giornata - 12 aprile 2015 Palazzetto dello Sport, Monza      | Pro Victoria           | 3 - 1 | Hermaea         | 25-20, 25-23, 19-25, 25-20        |

#### Play-out
| Finale (gara 1) - 19 aprile 2015 PalaScoppa, Soverato | Soverato | 3 - 0 | Hermaea  | 25-19, 25-17, 25-20        |
| Finale (gara 2) - 23 aprile 2015 Geopalace, Olbia     | Hermaea  | 1 - 3 | Soverato | 25-23, 18-25, 14-25, 21-25 |

## Statistiche

### Statistiche di squadra
| Competizione | Punti | In casa | In casa | In casa | In trasferta | In trasferta | In trasferta | Totale | Totale | Totale |
| Competizione | Punti | G       | V       | P       | G            | V            | P            | G      | V      | P      |
| ------------ | ----- | ------- | ------- | ------- | ------------ | ------------ | ------------ | ------ | ------ | ------ |
| Serie A2     | 24    | 13      | 5       | 8       | 13           | 3            | 10           | 26     | 8      | 18     |
| Totale       | -     | 13      | 5       | 8       | 13           | 3            | 10           | 26     | 8      | 18     |

G = partite giocate; V = partite vinte; P = partite perse

### Statistiche dei giocatori
| Giocatore    | Serie A2 | Serie A2 | Serie A2 | Serie A2 | Serie A2 | Totale | Totale | Totale | Totale | Totale |
| Giocatore    | P        | PT       | AV       | MV       | BV       | P      | PT     | AV     | MV     | BV     |
| ------------ | -------- | -------- | -------- | -------- | -------- | ------ | ------ | ------ | ------ | ------ |
| G. Baldelli  | 16       | 68       | ?        | ?        | ?        | 16     | 68     | ?      | ?      | ?      |
| S. Degortes  | 21       | -        | -        | -        | -        | 21     | -      | -      | -      | -      |
| A. Facendola | 11       | 37       | ?        | ?        | ?        | 11     | 37     | ?      | ?      | ?      |
| F. Garbet    | 26       | 161      | ?        | ?        | ?        | 26     | 161    | ?      | ?      | ?      |
| E. Kiosī     | 26       | 540      | ?        | ?        | ?        | 26     | 540    | ?      | ?      | ?      |
| G. Mordecchi | 26       | 6        | ?        | ?        | ?        | 26     | 6      | ?      | ?      | ?      |
| J. Panucci   | 22       | 134      | ?        | ?        | ?        | 22     | 134    | ?      | ?      | ?      |
| C. Pesce     | 21       | 0        | 0        | 0        | 0        | 21     | 0      | 0      | 0      | 0      |
| S. Rebora    | 22       | 191      | ?        | ?        | ?        | 22     | 191    | ?      | ?      | ?      |
| M. Segura    | 26       | 368      | ?        | ?        | ?        | 26     | 368    | ?      | ?      | ?      |
| C. Sintoni   | 26       | 56       | ?        | ?        | ?        | 26     | 56     | ?      | ?      | ?      |
| M. Vietri    | 2        | 1        | ?        | ?        | ?        | 2      | 1      | ?      | ?      | ?      |

P = presenze; PT = punti totali; AV = attacchi vincenti; MV = muri vincenti; BV = battute vincenti